# Simone Danz

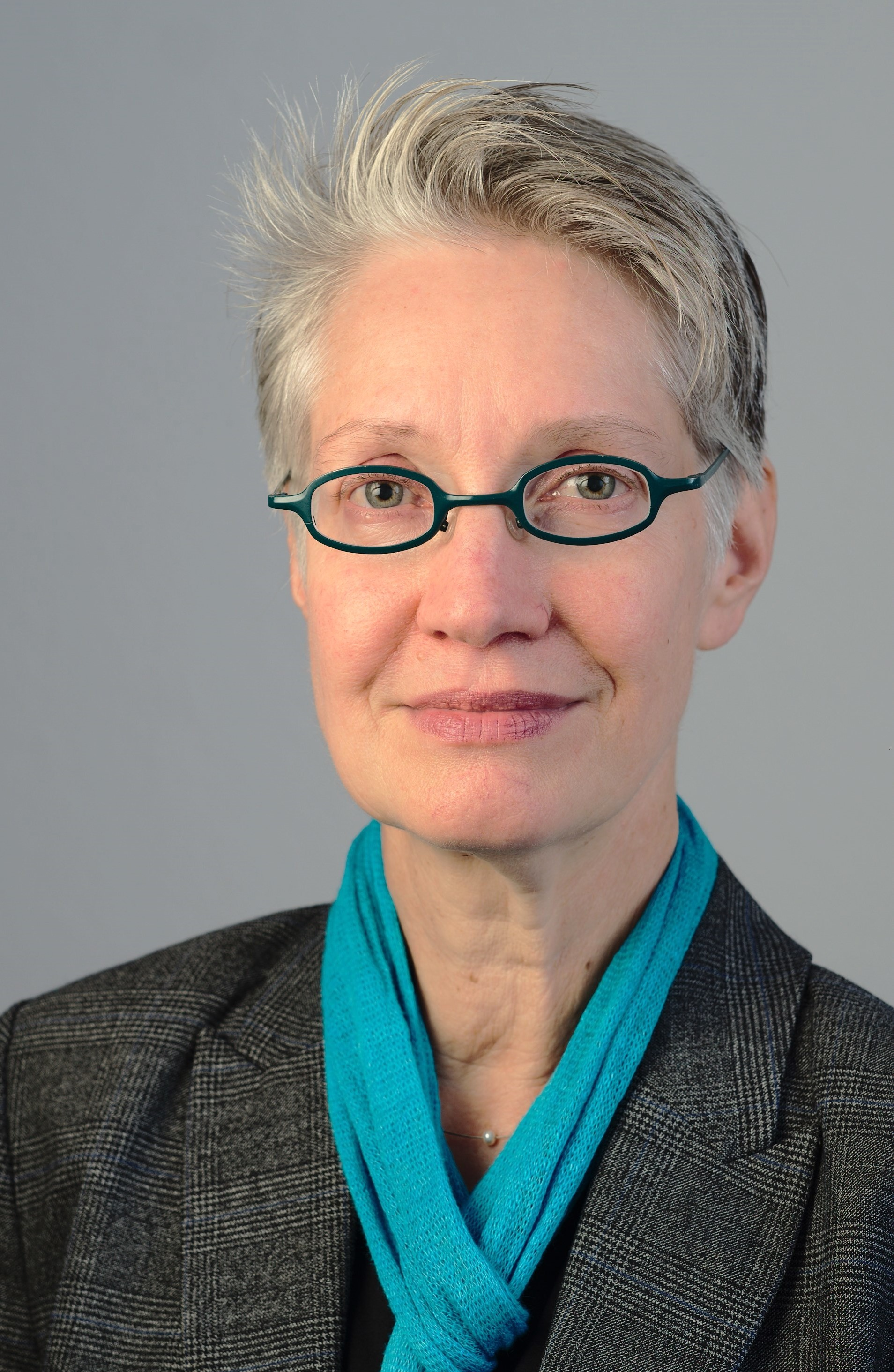
Simone Danz

Simone Danz (* 13. Oktober 1961 in Wolfsburg) ist eine deutsche Pädagogin und seit dem 1. April 2024 Professorin für inklusive Kinder- und Jugendhilfe an der Frankfurt University of Applied Sciences (FRA UAS) in Frankfurt. Zuvor war sie Professorin für Bildung und soziale Inklusion an der Hochschule RheinMain in Wiesbaden und Professorin für inklusive Pädagogik und Heilpädagogik an der evangelischen Hochschule in Ludwigsburg. Ihre Themenschwerpunkte umfassen die Theorie der Behinderung, Normalitätskonstruktionen bei Fachkräften der Sozialen Arbeit, Menschenrechtsbildung, Bildungsgerechtigkeit sowie Teilhabe und Inklusion.

## Leben und Wirken
Danz legte in Wolfsburg das Abitur ab und verbrachte im Anschluss drei Jahre in Indien. Als Contergan-Betroffene lernte sie dort einen selbstverständlichen Umgang mit Behinderungen kennen, der ihr Verständnis von Normalitätskonstruktionen nachhaltig veränderte. 1987 schloss sie eine Ausbildung zur Gärtnerin (Fachsparte Gemüsebau) an der Lehr- und Versuchsanstalt für Gartenbau in Hannover-Ahlem ab und widmete sich ab 1990 der Pädagogik mit einer Weiterbildung zur staatlich anerkannten Arbeitserzieherin in Heidelberg. Parallel zur darauf folgenden pädagogischen Berufstätigkeit studierte Danz ab 1995 Erziehungswissenschaften an der Goethe-Universität Frankfurt am Main und erlangte 2000 ihr Diplom mit dem Schwerpunkt Sonder- und Heilpädagogik. Dem folgte 2007 ein Master of Business Administration in Hochschul- und Wissenschaftsmanagement an der Hochschule Bremen. Ihre Promotion erfolgte 2015 an der Humboldt-Universität zu Berlin.
Danz arbeitete von 1987 bis 1999 in verschiedenen Bereichen der Sozialen Arbeit, zum Beispiel in der Kinder- und Jugendhilfe und der Behindertenhilfe, bevor sie 1999 eine Lehrtätigkeit als Dozentin und Leiterin der F&U-Fachschulakademie für Pflege und Sozialberufe in Heidelberg übernahm. Von 2004 bis 2008 wirkte sie als Fachbereichsreferentin im Fachbereich Soziale Arbeit und Gesundheit an der Fachhochschule Frankfurt am Main, wo sie danach bis 2012 Abteilungsleiterin im Bereich Qualitätsmanagement-Entwicklung-Planung war. Von 2013 war sie im Bereich Hochschulentwicklung/Studiengangsentwicklung an der Hochschule RheinMain tätig. Lehraufträge hatte sie in der Zeit zwischen 2011 und 2016 an der Humboldt-Universität zu Berlin und der Fachhochschule Frankfurt inne.
Von 2016 bis 2022 war Danz Professorin für Inklusive Pädagogik und Heilpädagogik an der Evangelischen Hochschule Ludwigsburg. Sie hatte dort auch das Amt der Enthinderungsbeauftragten inne. Von 2022 bis 2024 war sie Professorin für Bildung und soziale Inklusion an der Hochschule RheinMain in Wiesbaden. Seitdem ist sie an der Frankfurt University for Applied Sciences (FRA UAS) Professorin für inklusive Kinder- und Jugendhilfe. Zudem wirkt sie deutschlandweit in zahlreichen Fachveranstaltungen und Kongressen mit.
Danz war von 2018 bis 2024 Mitherausgeberin der Zeitschrift Gemeinsam Leben und ist seit 2018 Vorstandsmitglied im Berufsverband der Heilpädagoginnen und Heilpädagogen Fachverband für Heilpädagogik e.V. Berlin. Sie ist Mitglied in der Sektion Sonderpädagogik der Deutschen Gesellschaft für Erziehungswissenschaften e.V. sowie Interessenvertreterin für behinderte Frauen bei Weibernetz e.V.
Danz lebt in Frankfurt am Main in einer eingetragenen Partnerschaft.

## Arbeitsschwerpunkte und Projekte
Die Arbeitsschwerpunkte von Simone Danz liegen in den Bereichen Theorie der Behinderung, Normalitätskonstruktionen bei Fachkräften der Sozialen Arbeit, Menschenrechtsbildung, Bildungsgerechtigkeit sowie Teilhabe und Inklusion.
Zudem engagierte sich Danz in verschiedenen Projekten. So führte sie zum Beispiel 2018 zwei von HUMUS (Hochschuldidaktisch und -methodisch unterstützte Selbstinitiierung von Lernprozessen) in Baden-Württemberg gefördertere Lehrforschungsprojekte zu den Themen Inklusion, Menschenrechte, Gerechtigkeit und professionstheoretische Perspektiven sowie Flipped Classroom zum Thema altersgerechte Bildung, Entwicklung und Begleitung in Kindheit und Jugend.
Als Enthinderungsbeauftragte an der Evangelischen Hochschule in Ludwigsburg hat Danz 2019 bis 2021 ein inklusives Wegeleitsystem eingeführt, das per Smartphone-App  barrierefreie Routen auf dem Campus der Hochschule anzeigt. Die Nutzungsoberfläche der App ist für Blinde, Seh- und Hörbehinderte sowie Mobilitätseingeschränkte geeignet und in leichter Sprache verfügbar.

## Auszeichnungen
- 2012: Laura Maria Bassi-Preis der Frankfurt University of Applied Sciences[11] für Frauenförderung und eine geschlechtersensible Hochschule[5]

## Publikationen (Auswahl)
- Vollständigkeit und Mangel. Das Subjekt in der Sonderpädagogik. Zugl. Dissertation. Klinkhardt, Bad Heilbrunn 2015, ISBN 978-3-7815-2043-1.
- Menschenwürde – Menschenrecht – Ableismus. In: Behindertenpädagogik – Vierteljahrsschrift für Behindertenpädagogik. Gießen: Psychosozial-Verlag. Heft 3/2017 56. Jg., S. 283–292.
- Was normal ist, kommt gut an. Angst, Abwehr, Anerkennungspraxen und kollektive Denkmuster. In: Patrizia Tolle (Hrsg.): Von vernünftigen und unvernünftigen Zuständen: Kritische Reflexionen zum Krieg als Gesellschaftszustand. Psychosozial-Verlag, Gießen 2020, ISBN 978-3-8379-3017-7.
- Normalität, Alterität und Anerkennung. In: Susanne Hartwig (Hrsg.): Behinderung. Kulturwissenschaftliches Handbuch. J.B. Metzler, Heidelberg 2020, ISBN 978-3-476-05737-2.
- als Hrsg. mit Sven Sauter: Inklusion, Menschenrechte, Gerechtigkeit. Professionstheoretische Perspektiven. Schriften der Evangelischen Hochschule Ludwigsburg im Evangelischen Verlag, Stuttgart 2020, ISBN 978-3-945369-93-7.
- Partizipation meint Teilhabe und Solidarität – Visionen für eine bessere Zukunft für alle. In: Sabine Gerhartz-Reiter, Cathrin Reisenhauer (Hrsg): Partizipation und Schule. Perspektiven auf Teilhabe und Mitbestimmung von Kindern und Jugendlichen. Springer VS, Wiesbaden 2020, ISBN 978-3-658-29749-7.
- Inklusive Hochschullehre. Solidarität und Teilhabe am eigenen Lernen lernen. In: Torsten Dietze, Dietlind Gloystein, Vera Moser, Anne Piezunka, Laura Röbenack et al. (Hrsg.):  Inklusion – Partizipation – Menschenrechte: Transformationen in die Teilhabegesellschaft? Klinkhardt, Bad Heilbrunn 2020, ISBN 978-3-7815-2362-3.
- mit Sven Sauter: Menschenrechte rekontextualisieren. Anschlüsse an professionstheoretische Anforderungen für inklusive Bildungsprozesse. In: Julia Frohn, Angelika Bengel, Anne Piezunka, Toni Simon, Thorsten Dietze (Hrsg.): Inklusionsorientierte Schulentwicklung. Interdisziplinäre Rückblicke, Einblicke und Ausblicke. Bad Heilbrunn: Klinkhardt, Bad Heilbrunn 2022, ISBN 978-3-7815-2543-6.
- Inklusive Hochschulkultur und Menschenrechtsbildung. In: Norbert Collmar, Andrea Dietzsch (Hrsg.): Sozial. Evangelisch. Innovativ. 50 Jahre Evangelische Hochschule Ludwigsburg. Waxmann, Münster 2022, ISBN 978-3-8309-4646-5.
- Inklusion und Teilhabe als menschenrechtliches Prinzip.In: Florian Kluger, Heidi Fischer (Hrsg.): Mit Menschen arbeiten. Berufliche Bildung in Erziehung, Teilhabe und Pflege – Festschrift 50 Jahre Institut für Soziale Berufe Ravensburg.  Lambertus, Freiburg 2023, ISBN 978-3-7841-3571-7.
- Inklusive Mädchenarbeit und Menschenrechte: Disability Studies und Queer Theory anders gelesen. In: Elke Schierer, Sylvia C. Reichle (Hrsg.): Handbuch Mädchen*(sozial)arbeit. Professionelle Herausforderungen der Sozialen Arbeit geschlechterreflektierend bewältigen.  Beltz Juventa, Weinheim 2023, ISBN 978-3-7799-6847-4.
- Ent-hinderung. Ein Leitfaden. Beltz Juventa, Weinheim 2023, ISBN 978-3-7799-6308-0.
- mit Irmgard Seidel: Potenziale im System entdecken und aktivieren: Die 360-Grad-Diagnostik in der Heilpädagogik. Arbeitsmaterialien für die Praxis. BHP Verlag – Berufs- und Fachverbands GmbH, Berlin 2024.
- Die 360-Grad-Perspektive in der Diagnostik als Basis für soziale Inklusion. In: heilpaedagogik.de, Fachzeitschrift des Berufs- und Fachverbandes Heilpädagogik e.V. (BHP), Berlin. Heft 1/2024, 39. Jahrgang, S. 6–10.